# Middenloop (rivier)
De middenloop van een rivier is het middelste gedeelte van een rivier. De middenloop kenmerkt zich door een verhang van ongeveer 0,1 m/km en een evenwicht tussen erosie en sedimentatie.
In dit gedeelte zijn twee verschijningsvormen te onderscheiden:
- vlechtende rivier (onder andere Wolga ter hoogte van Wolgograd)
- meanderende rivier (onder andere Lek en IJssel)